# Ole Jacob Broch
Ole Jacob Broch, född den 14 januari 1818 i Fredrikstad, död den 5 februari 1889, var en norsk matematiker, fysiker, ekonom och politiker, son till Johan Jørgen Broch, bror till Jens Peter Broch. 
Broch blev filosofie doktor 1847, och lektor i matematik vid Kristiania universitet. År 1858 blev han professor i ren matematik vid samma universitet. Vid sidan av sin universitetsgärning sysslande Broch med en mängd praktiska uppgifter, deltog i planerandet av flera viktiga järnvägsanläggningar, tog initiativ till sedermera betydande livförsäkringsbolag, hypoteks- och affärsbanker, uppgjorde tariffer till kassor och liknande sammanslutningar. 
Brochs främsta insats var dock som initiativtagare till reformering av mynt-, mål- och viktsystemet i Sverige och Norge. Han var svensk-norsk representant i Paris vid alla konventioner rörande skapande av internationell standard inom området, och var från 1879 medlem av den internationella styrelsen för mynt och vikt i Sèvres och 1883 dess verkställande direktör. Han var den främsta initiativtagaren till de skandinaviska ländernas övergång till guldmyntfot 1873 och i antagandet av metersystemet 1875.
Broch tillhörde Stortinget 1862-1869 som moderat högerman, med viss liberal dragning i sitt intresse för parlamentariska styrelseformer. 1869 ingick han i Frederik Stangs ministär som marin- och postminister, ledamot av statsrådskonciliet i Stockholm 1871–1872 och återigen sjöförsvarsminister 1872. Han lämnade dock densamma 1872, då regeringens majoritet med kungen och Stang i spetsen vägrade att ge kunglig sanktion på Stortingets beslut om rätt för statsråden att delta i Stortingets förhandlingar. Efter avskedstagandet inrättades en särskild professur i matematik för Brocks räkning, som han uppehöll fram till 1879.
Broch var även Sverige och Norges representant vid flera utländska förhandlingar, utöver de rörande måttsystemet, bland annat var han norsk delegat vid avslutandet av handelstraktaten med Frankrike 1881-82. Broch utgav en mängd skrifter, skrev läroböcker, verkade som journalist med mera. Särskilt spridda blev hans statistiskt-demografiska handböcker över Norge. Hans efterlämnade papper finns i Norska riksarkivet. Broch blev 1852 ledamot av Vetenskapsakademien.